# Ipuaçu
Ipuaçu es un municipio brasileño del estado de Santa Catarina. Tiene una población estimada al 2022 de 7 730 habitantes. Pertenece a la Región metropolitana del Extremo Oeste.

## Toponimia
Ipuaçu, término de origen tupí, significa "gran nudo de agua".
Alternativamente, según el diccionario Aurélio de la lengua portuguesa, "Ipu", del tupí humedal, "Ipuaçu" significaría "Gran humedal".

## Historia
Antes de ser colonizada por inmigrantes alemanes, italianos y polacos a partir del Siglo XIX, la localidad era habitada por los indios tupí-guaraní y cáingang.
El municipio fue creado el 9 de enero de 1992, separándose de Abelardo Luz y Xanxerê.
Desde 2008, en Ipuaçu comenzaron a aparecer Círculos en los cultivos, fenómeno que fue reportado a nivel nacional y estudiado por ufólogos brasileños.